# Fasanenschlösschen
Le Fasanenschlösschen (petit château des Faisans) est une maison de thé construite en 1764-1765 à Karlsruhe en Allemagne. Il se trouve près du château de Karlsruhe et a été bâti avec deux pavillons dans le style chinois en vogue à l'époque, pour former une place ovale. Initialement, le bâtiment servait de faisanderie jusqu'à ce qu'il soit converti en petit château vers 1773 lorsque de le parc du château de Karlsruhe a été transformé en parc à l'anglaise. 

## Histoire

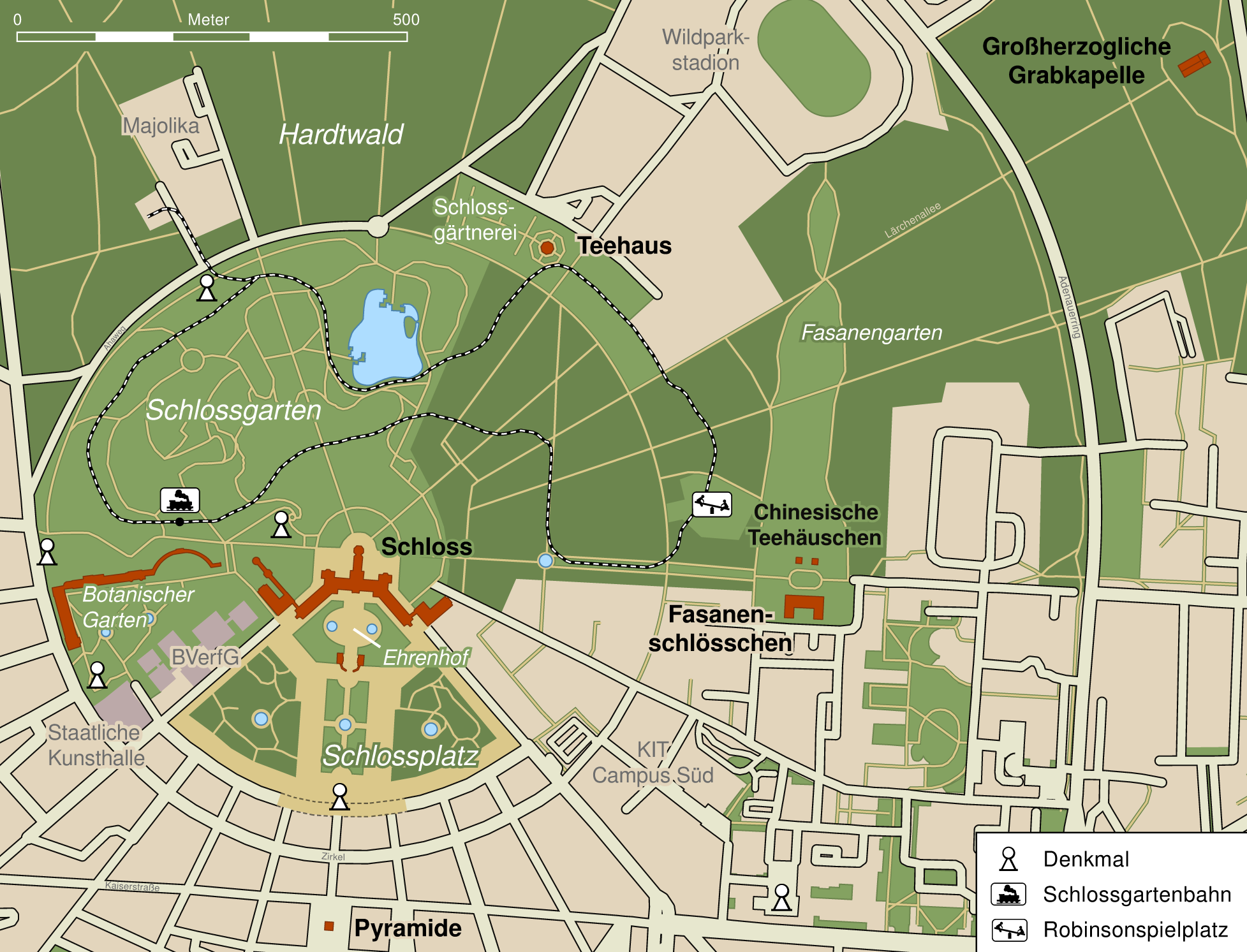
Carte du château de Karlsruhe à l'est du Fasanenschlösschen.

Déjà dans les années 1711 à 1714, avant la fondation de la ville de Karlsruhe, le margrave Charles-Guillaume de Bade-Durlach avait fait aménager cet endroit en parc de chasse. Avant cela, il avait spécialement ordonné à un envoyé à Lille d'en inspecter le parc. On a fait construire un pavillon de chasse en bois en 1714 dans une clairière.
En 1764-1765, le margrave Charles-Frédéric de Bade  y fait construire à la place une faisanderie. Le rez-de-chaussée servait pour le service, ainsi que de couvoir et de cuisines et le premier étage abritait l'appartement du maître de la faisanderie et de sa famille. Les oiseaux vivaient dans deux pavillons en face, l'un pour les faisans argentés, l'autre pour les  faisans dorés. Plus tard l'ensemble a été transformé en maison de thé pour les besoins de la Cour avec l'aménagement de salons. L'ensemble est délaissé pendant la guerre de 1914-1918. Le grand-duché de Bade est aboli en 1918. Le bâtiment, qui servait à l'institut de technologie de Karlsruhe, abrite en 1926 le siège de l'école forestière du Bade-Wurtemberg rebaptisée en 2000 en « centre d'éducation forestière de Karlsruhe » (Forstliches Bildungszentrum Karlsruhe).

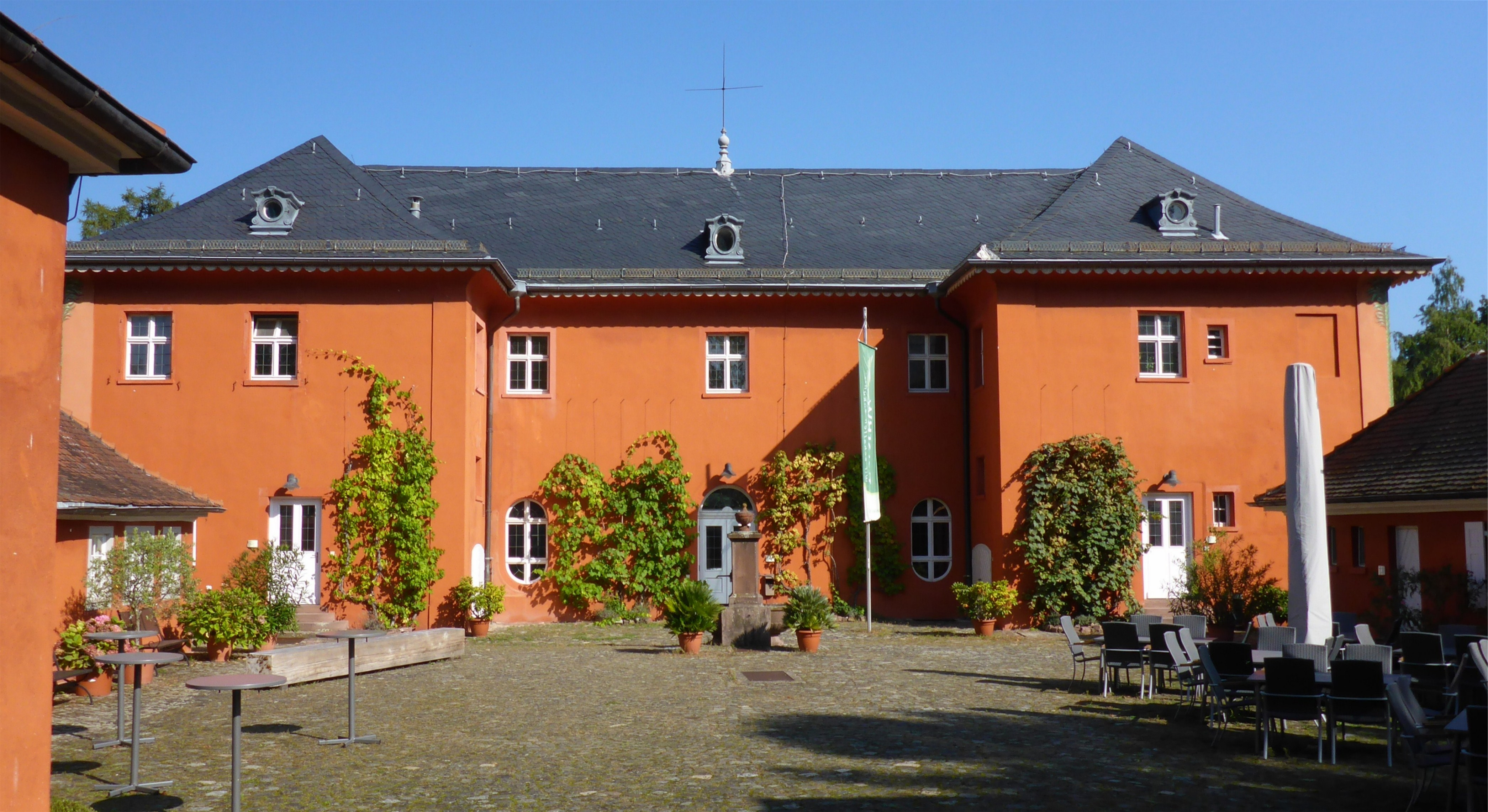
Façade arrière du Fasanenschlösschen.
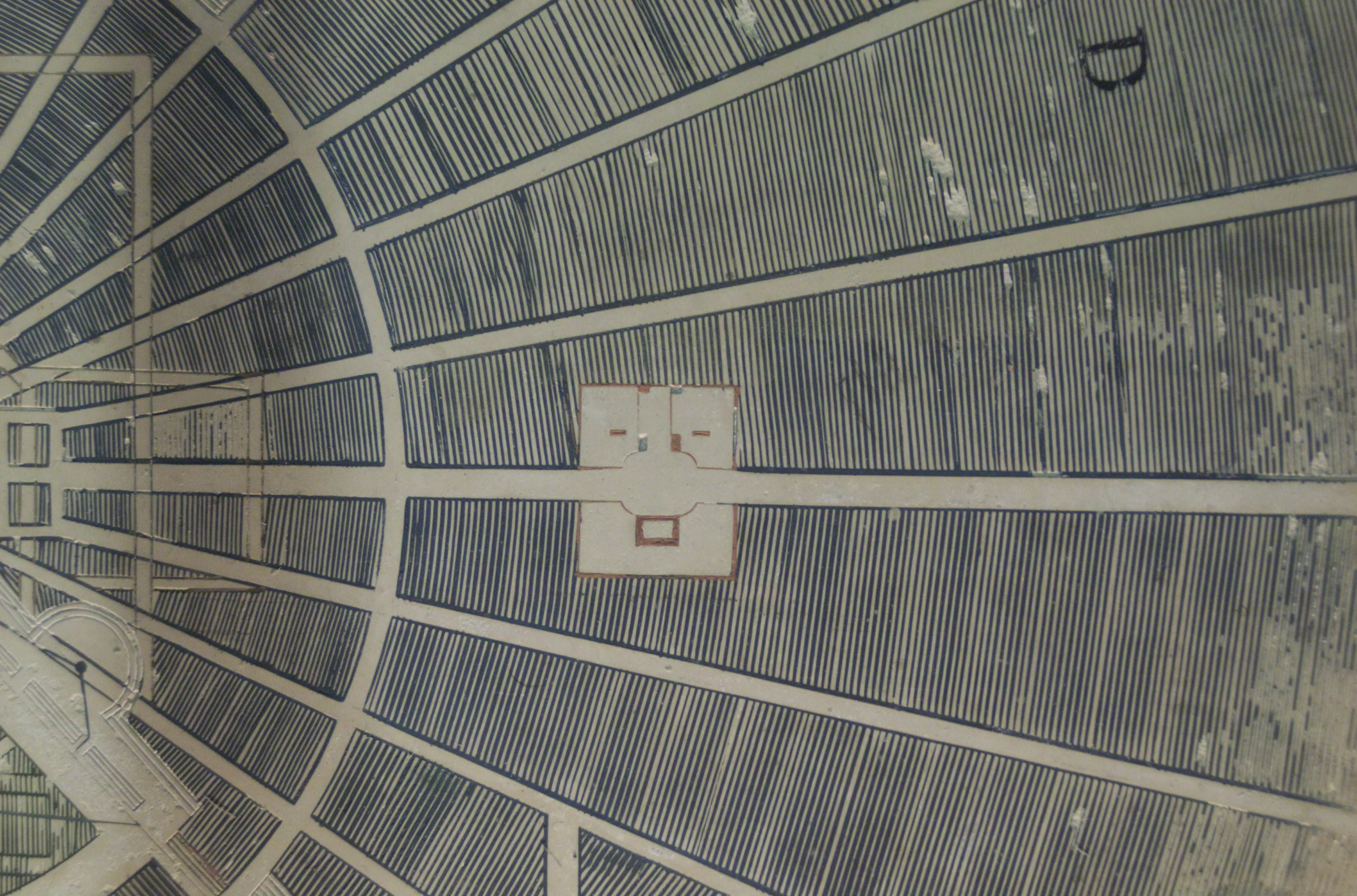
Le Fasanenschlösschen sur le plan urbain de Friedrich Weinbrenner dans les années 1820.
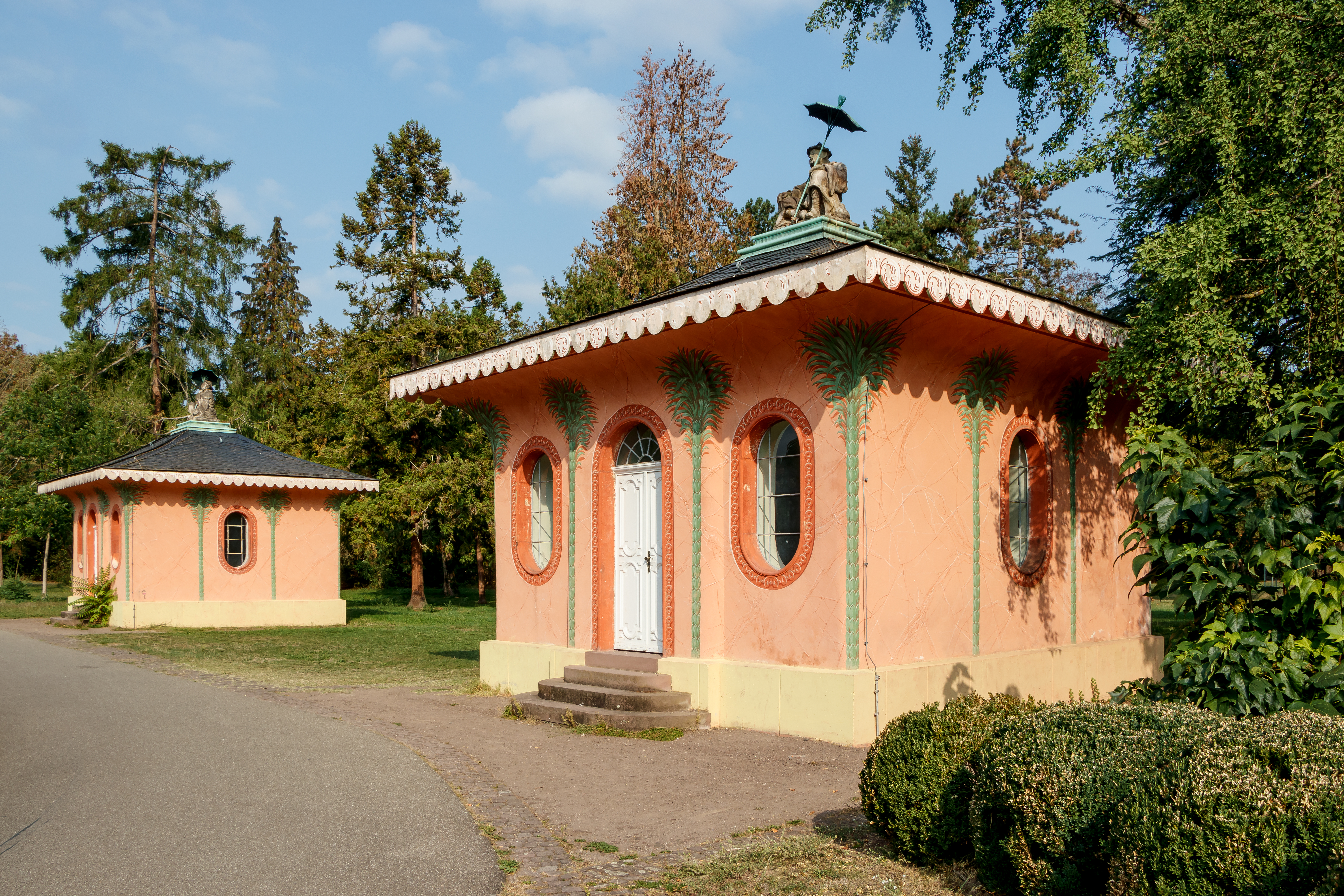
Pavillons des faisans.

## Architecture

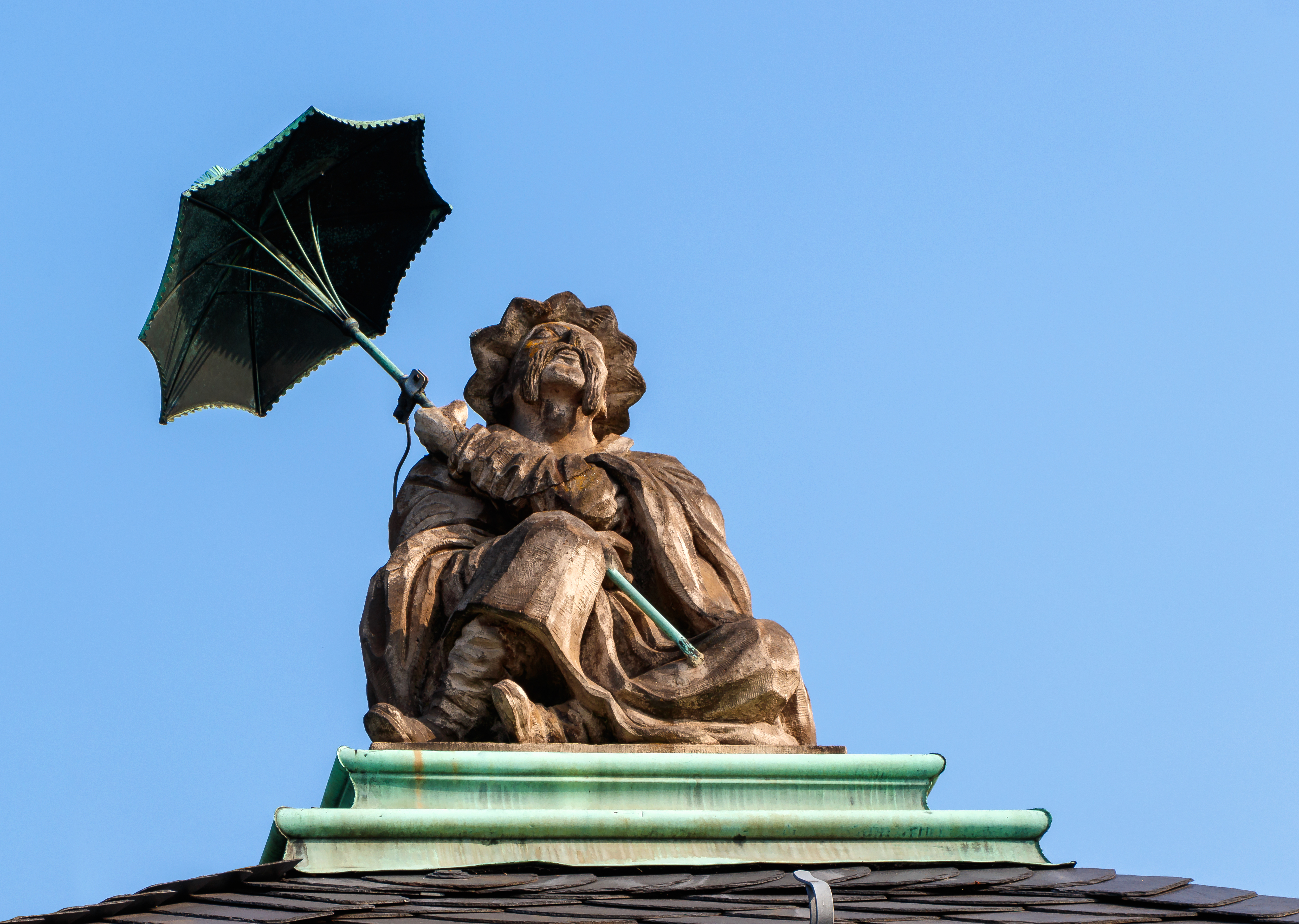
Chinois sous une ombrelle.

Le bâtiment principal et les pavillons sont édifiés dans le goût de la chinoiserie, fort en vogue en Europe au XVIIIe siècle, tandis que les toits des pavillons sont décorés de personnages chinois assis sous des ombrelles et les façades de l'ensemble de couleur rouge sont richement ornées de détails exotiques dans le goût asiatique. L'ornementation comprend des palmiers et autres feuillages en filigrane.

## Biographie
- (de) Patricia Blum: Erlebnis Hardtwald. Der Traum in Grün. Karlsruhe 2005,  (ISBN 3-7650-8272-4).
- (de) Annette Ludwig, Hansgeorg Schmidt-Bergmann, Bernhard Schmitt: Karlsruhe – Architektur im Blick. Ein Querschnitt. Röser, Karlsruhe 2005,  (ISBN 3-9805361-2-2).